# Prokom Polish Open 1998
Prokom Polish Open 1998 — жіночий тенісний турнір, що проходив на відкритих кортах з ґрунтовим покриттям в Сопоті (Польща). Належав до турнірів 4-ї категорії в рамках Туру WTA 1998. Турнір відбувся вперше і тривав з 27 липня до 2 серпня 1998 року. Перша сіяна Генрієта Надьова здобула титул в одиночному розряді й заробила 17,7 тис. доларів.

## Фінальна частина

### Одиночний розряд
Генрієта Надьова —  Елена Вагнер 6–3, 5–7, 6–1
- Для Надьової це був 1-й титул за рік і 4-й — за кар'єру.

### Парний розряд
Квета Грдлічкова /  Гелена Вілдова —  Оса Карлссон /  Седа Норландер 6–3, 6–2
- Для Гдлічкової це був 2-й титул за сезон і 2-й - за кар'єру. Для Вілдової це був єдиний титул за сезон і 3-й — за кар'єру.